# Arroyohondo
Arroyohondo es un municipio colombiano, ubicado en el departamento de Bolívar. Limita al norte, oriente y sur con el municipio de Calamar y al sur y occidente con el municipio de Mahates; hace parte de la subregión del Canal del Dique.

## Historia
El 31 de octubre de 1791, colonos provenientes de Cartagena de Indias formaron el asentamiento de Arroyo Hondo Llerena (el nombre fue en homenaje al cacique Llerena, antiguo poblador de la región). 
Arroyo Hondo es creado como municipio a través de la ordenanza N° 41 del 2 de diciembre de 1997 de la Asamblea del departamento de Bolívar, la cual fue sancionada por el gobernador Miguel Navas Meisel, por medio del decreto 1894 de diciembre de 1997, designando como alcalde encargada a la señora Viverlis de la Hoz Mercado, este mismo decreto convoca a elecciones populares para alcalde y concejo el 29 de marzo de 1999, resultando ganador de esta, la primera entienda electoral del nuevo municipio el Señor Arnulfo Ospino Iriarte, quien fue pionero en el proceso de municipalidad de Arroyo Hondo como lo certifica el oficio del 3 de mayo de 1996 de la gobernación de Bolívar, cabe resaltar que el señor Ospino se presenta como candidato único a solicitud de la comunidad, como reconocimiento a su labor cívica en pro de la creación del nuevo municipio.

## División Político-Administrativa
Aparte de su Cabecera municipal. Arroyohondo tiene bajo su jurisdicción los siguientes Centros poblados:
- Machado
- Monroy
- Pilón
- San Francisco (Solabanda)
- Sato

## Economía
Arroyohondo se caracteriza por su rol como sitio de comercio ganadero en la región del Dique.

## Estructura organizacional municipal
| Arroyohondo  | Arroyohondo | Arroyohondo                |
| Departamento | Código DANE | Categoría municipal (2023) |
| ------------ | ----------- | -------------------------- |
| Bolívar      | 13602       | Sexta                      |

- Personería: Es un centro del Ministerio Público de Colombia que ejerce, vigila y hace control sobre la gestión de las alcaldías y entes descentralizados; velan por la promoción y protección de los derechos humanos; vigilan el debido proceso, la conservación del medio ambiente, el patrimonio público y la prestación eficiente de los servicios públicos, garantizando a la ciudadanía la defensa de sus derechos e intereses.

- Concejo Municipal: Es la suprema autoridad política del municipio. En materia administrativa sus atribuciones son de carácter normativo. También le corresponde vigilar y hacer control político a la administración municipal. Se regulan por los reglamentos internos de la corporación en el marco de la Constitución Política Colombiana (artículo 313) y las leyes, en especial la Ley 136 de 1994 y la Ley 1551 de 2012.

Constituido por 9 concejales por un periodo de 4 años.
- Alcaldía Municipal: En esta se encuentra la administración municipal y las entidades descentralizadas del municipio.

El Alcalde se pronuncia mediante decretos y se desempeña como representante legal, judicial y extrajudicial del municipio. El actual Alcalde municipal es Zuleivis Coronel Cantillo (2024-2027), elegido por voto popular.
- JAL.

### Servicios públicos
- Energía Eléctrica: Afinia, del grupo EPM, es la empresa prestadora del servicio de energía eléctrica.
- Gas Natural: Gases del Caribe es la empresa distribuidora y comercializadora de gas natural en el municipio.